# Dietmar Langberg

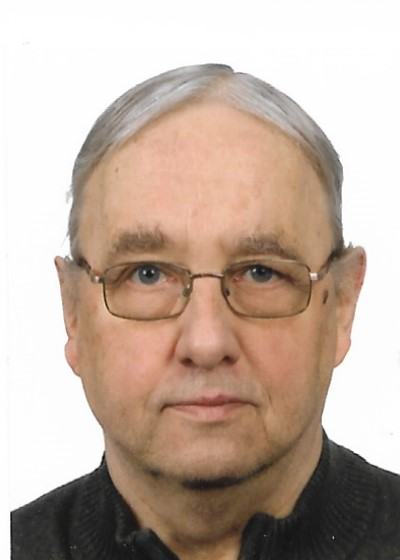
Dietmar Langberg im Jahr 2022

Dietmar Langberg (* 17. August 1954 in Rostock) ist ein deutscher Autor, Dramaturg und Redakteur.

## Leben
Nach dem Abitur 1973 in Parchim/Mecklenburg und zwei Jahren als Regieassistent studierte er von 1975 bis 1980 Theaterwissenschaft an der Theaterhochschule „Hans Otto“ in Leipzig. Danach wurde er als Dramaturg an die Oper Leipzig und die Musikalische Komödie engagiert bis 1988. Es folgten Engagements als Chefdramaturg der Schweriner Philharmonie und des Mitteldeutschen Landestheaters Wittenberg. Von 2003 bis 2010 arbeitete er als Musikdramaturg am Schleswig-Holsteinischen Landestheater in Flensburg. 2010 bis 2013 verantwortete er als Redakteur die Monatszeitschrift bühnengenossenschaft der Genossenschaft Deutscher Bühnen-Angehöriger in Hamburg.
Neben seiner Arbeit als Dramaturg bzw. Redakteur schrieb er Bücher, Theaterstücke, Artikel für Zeitungen und gestaltete Sendungen für Radio DDR II und den NDR.
Dietmar Langberg ist verheiratet, ist Vater zweier Kinder und lebt in Leipzig.

## Werke (Auswahl)
- Durch Kunst der Natur nachahmen – Die Theatergeschichte Mecklenburgs von den Anfängen im 15. Jahrhundert bis 1952. GRIN Verlag, 2007, ISBN 3-638-85315-2
- Drei bisher unveröffentlichte Briefe Hugo Wolfs. In: Österreichische Musikzeitschrift, Band 45, September 1990
- Hugo Wolf, Vom Sinn der Töne. Briefe und Kritiken, Reclam Verlag, Leipzig 1991, ISBN 3-379-00612-2
- Vom wahren Esprit d’Orchestre beseelt. Die Geschichte des Neustrelitzer Orchesters von 1701 bis 1952. Neustrelitz 1995
- Nach Otto Julius Bierbaum: Zäpfel Kerns Abenteuer. Whale Songs Communications Verlag-Ges., 2001
- Kein Abend wie immer. 4 Theaterstücke, epubli.de, Berlin 2013, ISBN 978-3-8442-5751-9
- Über Musik und Theater – Aus der Arbeit eines Dramaturgen. epubli.de, Berlin 2013
- Alvar und Annina oder Das Lied von Liebe und Macht. xinxii 2017
- Wahrheit, Glück und andere Illusionen, Erzählungen und Märchen. BookRix und Kindle/Amazon, 2020, ISBN 979-8-6679-1924-7
- Prima la musica. Über Musik und Musiker. Kindle/Amazon, 2021, ISBN 979-8-7200-0915-1
- Glück ohne Ruh', Phantastische Erzählungen und Märchen. Kindle/Amazon, 2021, ISBN 94-036-2424-8
- Durch Kunst der Natur nachahmen – Die Theatergeschichte Mecklenburgs (erweiterte und illustrierte Fassung), Kindle/Amazon 2022, ISBN 9798358864313
- Friedrich von Flotow. Ein deutscher Komponist aus französischer Schule, Wilhelmshaven 2024, ISBN 978-3-7959-1075-4
- Otto Nicolai. Musikdramatiker und Belcanto-Komponist, Wilhelmshaven 2025, ISBN 978-3-7959-1078-5

## Theaterstücke (Auswahl)
- Wilhelm Meisters theatralische Sendung.[2]
- Zäpfel Kerns Abenteuer.[3]
- Die Gefangene des Trolls. Hörspiel (Ursendung 1988, Berliner Rundfunk)
- Die Schöne und der Troll. Stück für Kinder (nach dem Hörspiel)
- W(olfgang) A(madé) M(ozart). Schauspiel (Uraufführung 2006, Bad Schmiedeberg)
- Kein Abend wie immer. Schauspiel
- Was bleibt, Bernd und Sarah. Schauspiele, (Neue Edition Dieter Jorschik, Trier)
- Hans Kohlhase – ein rechtschaffener Mordbrenner. Schauspiel
- Harlekins dunkle Arbeit (über Konrad Heiden und Adolf Hitler)